# 日本希蛛
日本希蛛（学名：Achaearanea japonica）为球蛛科希蛛属的动物。分布于韩国、日本、台湾岛以及中国大陆的浙江、湖南、四川、海南、广西、贵州等地，多栖息于在树枝以及毛竹茎的近地面处结不规则网。该物种的模式产地在日本。